# Котиков Михайло Андрійович
Михайло Андрійовичч Котиков (1913 — 1986, місто Київ) — український радянський діяч, перший міністр геології Української РСР (1965—1967).

## Біографія
Закінчив Дніпропетровський гірничий інститут, отримав спеціальність інженер-гідрогеолог, кваліфікацію — гірничий інженер.
Працював на керівних посадах у геологорозвідувальній галузі Української РСР. Проводив розвідку вугільних покладів на Донбасі та Кузбасі, здійснював інженерно-геологічні дослідження для трас Київського метрополітену. Член ВКП(б).
З 1948 року — керуючий Українського республіканського геологічного управління. Працював керуючим тресту «Київгеологія».
23 жовтня 1965 — 18 жовтня 1967 року — міністр геології Української РСР.
У 1974—1985 р. — начальник Українського територіального геологічного фонду при Міністерстві геології УРСР.
Помер наприкінці липня 1986 року у місті Києві.

## Нагороди
- орден Леніна
- орден Трудового Червоного Прапора
- 5 медалей